# 테라노스
테라노스(Theranos, /ˈθɛr.ən.oʊs/)는 미국의 비공개 회사로 획기적인 의료 기술 회사로 선전되었다. 2003년 당시 19세의 엘리자베스 홈즈(Elizabeth Holmes)가 설립한 테라노스는 벤처 캐피털리스트와 개인 투자자로부터 7억 달러 이상을 투자받아 2013년과 2014년 최고치로 100억 달러의 가치를 달성했다. 회사는 혈액 검사를 고안했다고 주장했다. 매우 적은 양의 혈액이 필요하고 신속하고 정확하게 수행될 수 있는 이 모든 검사는 회사가 개발한 소형 자동화 장치를 사용했다. 이러한 주장은 거짓임이 입증되었다.
전환점은 2015년 의학 연구 교수인 존 이오아니디스와 이후 임상 생화학 교수인 엘레프테리오스 디아만디스가 월스트리트 저널의 조사 저널리스트인 존 캐리루와 함께 테라노스 기술의 타당성에 의문을 제기했을 때였다. 회사는 의료 당국, 투자자, 미국 증권거래위원회(SEC), 메디케어 및 메디케이드 서비스 센터(CMS), 주 법무장관, 이전 비즈니스 파트너, 환자 등으로부터 일련의 법적, 상업적 도전에 직면했다. 2016년 6월까지 포브스(Forbes)는 홈즈의 개인 순자산이 45억 달러에서 "전혀"로 감소했다고 추정했다. 수년간의 투쟁, 소송, CMS의 제재 끝에 회사는 2018년 9월에 해산되었다.
테라노스, 홈즈, 전 회사 사장 써니 발와니(Sunny Balwani)는 2018년 SEC에 의해 사기 (법률) 혐의로 기소되었다. 홈즈와 발와니도 송금 사기 및 음모 혐의로 기소되었으며, 홈즈는 2022년 1월 4개 혐의로 유죄 판결을 받고 그해 11월 징역 11년과 징역 11월을 선고받았다. 감옥에서 3개월. 발와니는 2022년 7월 자신에게 제기된 12개 혐의 모두에 대해 유죄를 선고받았고, 2022년 12월에는 징역 12년 11개월과 집행유예 3년을 선고받았다.